# Mon ami Sainfoin
Pour plus de détails, voir Fiche technique et Distribution.
Mon ami Sainfoin est un film français  réalisé par Marc-Gilbert Sauvajon en 1949, sorti en 1950.

## Synopsis
Le voyage de noces en Italie de Guillaume et d'Eugénie de Puycharmois escortés de l'ami Sainfoin, chauffeur d'occasion. L'humour de Sainfoin déplaît à Eugénie. Guillaume prend le volant de telle façon qu'il faut engager une "chauffeuse", Yolande. Jalouse, Eugénie demande à Sainfoin de faire la conquête de Yolande. Dans la voiture en état de marche, deux couples heureux roulent dans les paysages italiens.

## Fiche technique
- Titre : Mon ami Sainfouin
- Réalisation : Marc-Gilbert Sauvajon, assisté de Raymond Bailly
- Scénario : D'après le roman éponyme de Paul-Adrien Schaye
- Adaptation et dialogues : Marc-Gilbert Sauvajon
- Musique : Jean Marion
- Décors : Eugène Delfau
- Costumes : Rosine Delamare
- Photographie : Roger Dormoy
- Maquettes : René Moulaert
- Son : Lucien Lacharmoise
- Maquillage : Hagop Arakelian
- Montage : Marguerite Beaugé
- Sociétés de production : Les Films Ariane, Société des films Sirius (France)
- Pays de production :  France
- Format : Noir et blanc -  1,33:1 - 35 mm - Son mono
- Genre : Comédie
- Durée : 85 minutes
- Date de sortie :
  - France : 10 mai 1950 à Paris

## Distribution
- Sophie Desmarets : Eugénie de Puycharmois, la femme de Guillaume
- Pierre Blanchar : Sainfoin, l'ami du couple et chauffeur d'occasion
- Alfred Adam : Guillaume de Puycharmois, le mari d'Eugénie
- Jacqueline Porel : Yolande, la chauffeuse
- Denise Grey : la mère d'Eugénie
- Jean Hébey : le cabaretier
- Henri Charrett : le père Machin
- Eugène Frouhins : le paysan
- Albert Michel : le garçon
- Nicolas Amato : le docteur
- Louis de Funès : le guide
- Capucine
- Gil Delamare
- Léonce